# Női hármasugrás a 2005. évi nyári európai ifjúsági olimpiai fesztiválon
A 2005. évi nyári európai ifjúsági olimpiai fesztiválon az atlétikai versenyszámokat Lignano Sabbiadoróban rendezték. A női hármasugrás selejtezőjét július 6.-án, a döntőt pedig július 8.-án rendezték.

## Selejtező
| H  | Név                   | Nemzet             | E     | Mj |
| -- | --------------------- | ------------------ | ----- | -- |
| 1  | Kaire Leibak          | Észtország         | 12.82 | Q  |
| 2  | Branka Marinkovic     | Horvátország       | 12.71 | Q  |
| 3  | Haykanush Beklaryan   | Örményország       | 12.59 | Q  |
| 4  | Mersiha Kazic         | Szlovénia          | 12.58 | Q  |
| 5  | Patricia Mamona       | Portugália         | 12.50 | Q  |
| 6  | Madara Apine          | Lettország         | 12.34 | q  |
| 7  | Demeter Klaudia       | Magyarország       | 12.31 | q  |
| 8  | Daria Sysolyatina     | Oroszország        | 12.23 | q  |
| 9  | Tatsiana Andrukhovich | Fehéroroszország   | 12.20 | q  |
| 10 | Georgiana Cuturescu   | Románia            | 12.12 | q  |
| 11 | Hanna Knyazheva       | Ukrajna            | 12.07 | q  |
| 12 | Zoi Prekate           | Görögország        | 12.02 | q  |
| 13 | Lyvie-Paola Laurent   | Franciaország      | 11.90 |    |
| 14 | Leyla Pashayeva       | Azerbajdzsán       | 11.84 |    |
| 15 | Jolien Van Brempt     | Belgium            | 11.84 |    |
| 16 | Hannah Frankson       | Egyesült Királyság | 11.83 |    |
| 17 | Katja Karjalainen     | Finnország         | 11.71 |    |
| 18 | Federica De Santis    | Olaszország        | 11.70 |    |

## Döntő
| H     | Név                   | Nemzet           | E     | Mj |
| ----- | --------------------- | ---------------- | ----- | -- |
| Arany | Kaire Leibak          | Észtország       | 13.47 |    |
| Ezüst | Hanna Knyazheva       | Ukrajna          | 12.86 |    |
| Bronz | Haykanush Beklaryan   | Örményország     | 12.74 |    |
| 4     | Mersiha Kazic         | Szlovénia        | 12.66 |    |
| 5     | Patricia Mamona       | Portugália       | 12.63 |    |
| 6     | Tatsiana Andrukhovich | Fehéroroszország | 12.63 |    |
| 7     | Madara Apine          | Lettország       | 12.48 |    |
| 8     | Zoi Prekate           | Görögország      | 12.40 |    |
| 9     | Georgiana Cuturescu   | Románia          | 12.04 |    |
| 10    | Demeter Klaudia       | Magyarország     | 12.02 |    |
| 11    | Branka Marinkovic     | Horvátország     | 11.99 |    |
| 12    | Daria Sysolyatina     | Oroszország      | 11.92 |    |